# Opolei vajdaság
Az Opolei vajdaság, lengyelül: województwo opolskie, egyike Lengyelország 16 vajdaságának, vagyis legmagasabb közigazgatási egységeinek. Lengyelország déli részén terül el, az Alsó-sziléziai vajdaság és a Sziléziai vajdaság között, déli szomszédja Csehország, de szomszédos a Łódźi és a Nagy-lengyelországi vajdasággal is. A vajdaság területének nagy része (mintegy 75%-a) Felső-Szilézia északnyugati részére esik, az egész tájegységet gyakran Opolei Sziléziának is hívják (nem teljesen helyesen, mert az északkeleti sarkok soha nem tartoztak a történelmi Sziléziához).
Az opolei vajdaság teljes terjedelmében felöleli az 1975-ben alapított régi opolei vajdaságot és az egykori częstochowai vajdaság részeit.

## A vajdaság járásai
Járási jogú város:
- Opole

A járások:
- brzegi
- głubczycei
- kędzierzyn-koźlei
- kluczborki
- krapkowicei
- namysłówi
- nysai
- olesnói
- opolei
- prudniki
- strzelcei

## Külső hivatkozások
- Az opolei vajdaság marsalli hivatalának honlapja
- Vajdasági hivatal honlapja
- (Fényképalbum}